# Trung tâm quần vợt Olympic (Rio de Janeiro)
Trung tâm quần vợt Olympic (tiếng Bồ Đào Nha: Centro Olímpico de Tênis) là một địa điểm thi đấu quần vợt tọa lạc tại Barra Olympic Park ở Barra da Tijuca phía tây Rio de Janeiro, Brasil. Trung tâm là nơi tổ chức các nội dung quần vợt tại Thế vận hội Mùa hè 2016, và quần vợt xe lăn tại Paralympic Mùa hè 2016. Sân được xây dựng trên nền cũ của Nelson Piquet International Autodrome.
Trung tâm gồm một sân vận động quần vợt và 15 sân phụ. Mặt sân là sân cứng được cung cấp bởi GreenSet Worldwide.
Được khởi công xây dựng vào năm 2013 và hoàn thành vào năm 2016.
Tháng 12 năm 2015, sân trung tâm được đặt theo tên của Maria Esther Bueno, một vận động viên quần vợt Brasil đã giải nghệ, người phụ nữ đầu tiên giành cả bốn giải đôi Grand Slam trong một năm.